# Moisés de Corene

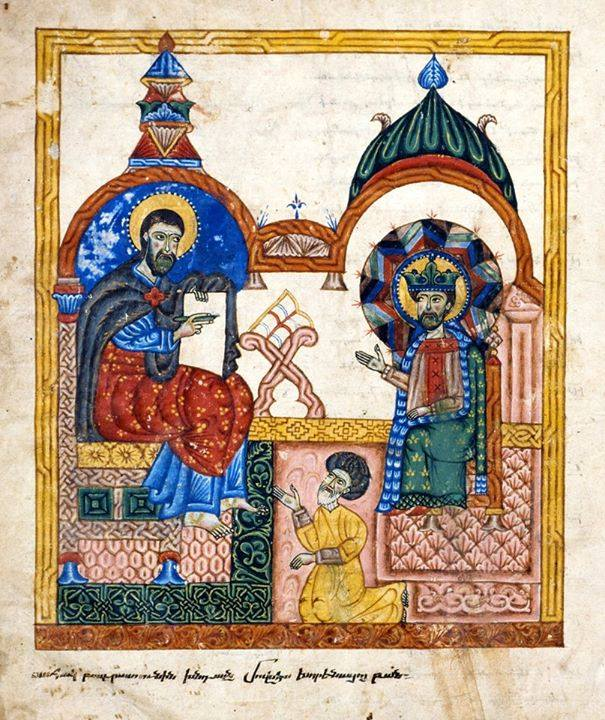
Moisés de Corene (à esquerda) em um manuscrito do século XIV

Moisés de Corene (em armênio/arménio: Մովսէս Խորենացի; romaniz.: Movsēs Xorenac‘i/Movses Khorenats'i; Corene, século V) é tradicionalmente considerado o autor da mais significativa história medieval armênia. A ele é creditado o mais antigo historiógrafo conhecido a tratar da Armênia, embora seja conhecido também como poeta, hinógrafo e gramático.

## Biografia
Nativo do vilarejo de Corene na província de Taraunitis, quando jovem foi enviado por Mesrobes Mastósio, o fundador da literatura armênia, para estudar em Edessa, Constantinopla, Alexandria, Atenas e Roma. No seu retorno, se diz ter auxiliado Mesrobes (407–433), na tradução da bíblia para o armênio.

## Obras
As obras atribuídas a Moisés são:
- História da Armênia
- Tratado sobre a retórica
- Tratado sobre geografia
- Carta sobre a presunção da Virgem Maria
- Homilia da transfiguração de Cristo
- Oração a Arsema, uma virgem e mártir armênia
- Hinos usados nos cultos da Igreja Armênia
- Comentários sobre os gramaticólogos armênios
- Explicações sobre os serviços da Igreja Armênia
- Geografia ("Ashharatsuyts") - uma descrição do mundo com mapas (posteriormente "Geografia" de Moisés foi editada e renovada no século VII pelo cientista Ananias de Siracena e demais geógrafos da Armênia Medieval)

### História
Moisés é considerado o "pai da história armênia" (em armênio/arménio: պատմահայր; romaniz.: patmahayr). É incerto porém que o trabalho como preservado é corretamente atribuído a ele e em partes parece que a data é de algum tempo após o século VII. Abrange o espaço de tempo da formação do povo armênio ao século V.